# Owen Farmer
Owen Jeys-Farmer (sinh ngày 6 tháng 9 năm 2004) là một cầu thủ bóng đá người Anh hiện đang chơi ở vị trí tiền đạo cho câu lạc bộ Wolverhampton Wanderers.

## Sự nghiệp
Sinh ra tại Solihull, Farmer đã từng chơi cho các đội bóng địa phương Solihull FC và Highgate United trước khi chuyển đến đội trẻ của Wolverhampton Wanderers vào năm 2018. 
Thi đấu ấn tượng cho các đội U18 và U21 của Wolves, Farmer đã kí vào bản hợp đồng chuyên nghiệp đầu tiên với đội bóng này vào ngày 8 tháng 12 năm 2022. 